# 大犬座FR
大犬座FR，又名BD-11 1460，HD 44458、SAO 151401、HR 2284，是大犬座的一颗恒星，视星等为5.64，位于銀經220.17，銀緯-11.94，其B1900.0坐标为赤經6h 16m 45.1s，赤緯-11° -11.94′ 37″。